# Zierikzee
Zierikzee es una localidad de los Países Bajos, perteneciente al municipio de Schouwen-Duiveland, situada en la isla con el mismo nombre, en la provincia de Zelanda. Fue municipio independiente hasta 1997. Está conectada con el Oosterschelde por un canal de 2 km. En 2001 tenía 10.313 habitantes. 

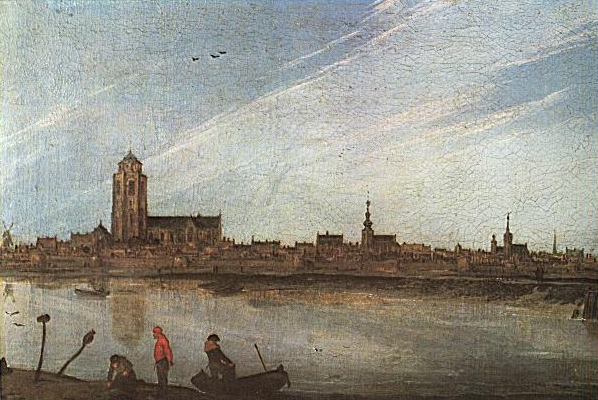
Vista de Zierikzee (1618), Esaias van de Velde.

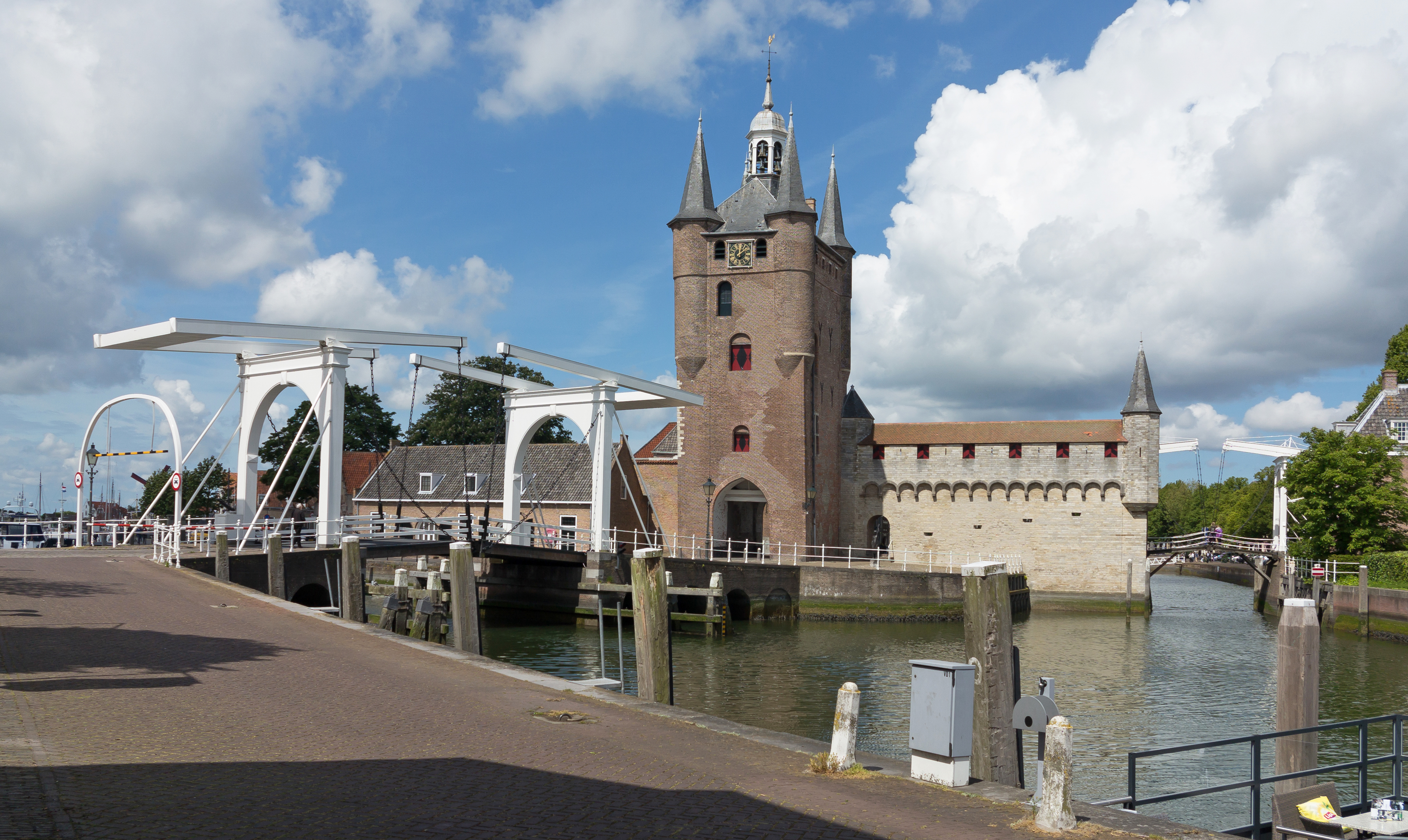
Zuidhavenpoort, una de las tres puertas de la ciudad

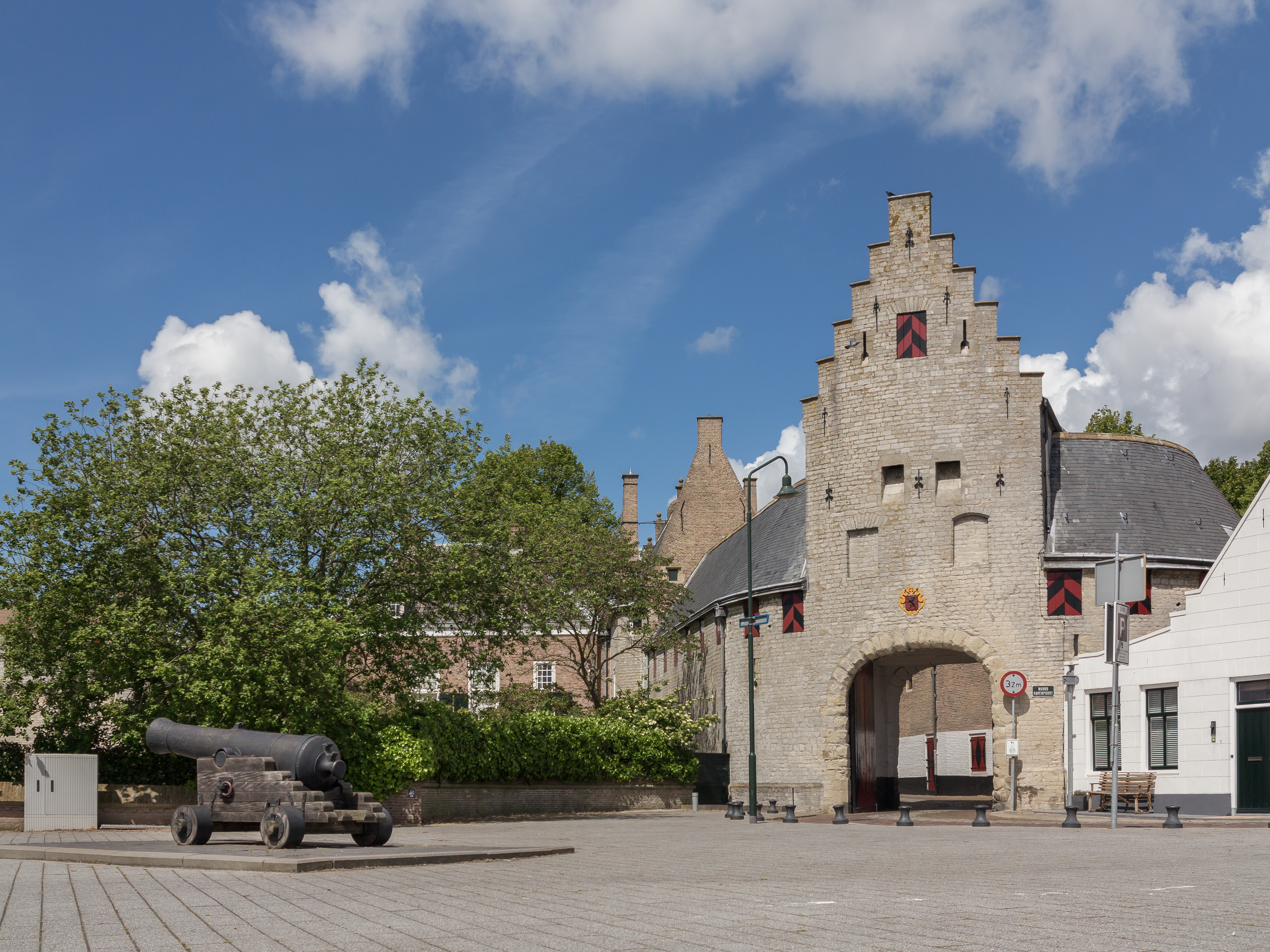
La puerta Noordhavenpoort

- Wikimedia Commons alberga una categoría multimedia sobre Zierikzee.

- Datos: Q81076
- Multimedia: Zierikzee / Q81076